# Agave dasylirioides
Agave dasylirioides ist eine Pflanzenart aus der Gattung der Agaven (Agave). Ein englischer Trivialname ist „Dasylirion Agave“.

## Beschreibung
Agave dasylirioides formt asymmetrische Rosetten. Sie erreicht Wuchshöhen von 30 bis 50 cm und einen Durchmesser von 60 bis 100 cm. Die variablen, biegbaren, dünnen, flachen, linealisch bis lanzettförmigen, gestreiften, grünen bis bläulichen Blätter sind 40 bis 110 cm lang und 2 bis 3 cm breit. Die hellgelben Blattränder sind fein gezahnt. Der nadelige, rotbraune Enddorn ist 0,5 bis 1,5 cm lang.
Der ährige, überhängende Blütenstand wird 1,5 bis 2 m hoch. Die gelb- bis grünfarbenen Blüten sind 10 bis 15 mm lang und erscheinen an der oberen Hälfte des Blütenstandes, paarig an kurzen Stielen. Die trichterförmige Blütenröhre ist 8 bis 12 mm lang.
Die eiförmigen dreikammerigen Kapselfrüchte sind bis 20 mm lang und bis 10 mm breit. Die schwarzen Samen sind bis 4 mm lang und bis 3 mm breit.
Die Blütezeit reicht von November bis Februar.

## Systematik und Verbreitung
Agave dasylirioides wächst in Mexiko in den Bundesstaaten San Luis Potosí, Morelos und Oaxaca an vulkanischen Hängen und in Waldland in 1500 bis 2200 m Höhe. Sie ist vergesellschaftet mit Kakteen- und Sukkulentenarten.
Die Erstbeschreibung durch Georg Albano von Jacobi und Carl David Bouché wurde 1865 veröffentlicht. Synonyme sind Agave dealbata Lemaire ex Jacobi und Agave intrepida Greenman.
Agave dasylirioides ist ein Vertreter der Gruppe Striatae. Sie teilt morphologische Merkmale mit Agave petrophila jedoch sind Unterschiede in Größe, Form, Blatt-, Blüten- und Fruchtstruktur erkennbar.
Ein nomenklatorisches Synonym ist Echinoagave dasylirioides (Jacobi & C.D.Bouché,) A.Vázquez, Rosales, & García-Mor.